# Спраус, Коул
Ко́ул Ми́тчелл Спроус (англ. Cole Mitchell Sprouse; род. 4 августа 1992, Ареццо, Италия) — американский актёр. Брат-близнец актёра Дилана Спроуса. Наиболее известен по ролям Бена Геллера в телесериале «Друзья», Коди Мартина в телесериале «Всё тип-топ, или Жизнь Зака и Коди» и Джагхеда Джонса в телесериале «Ривердейл».

## Биография
Близнецы Дилан и Коул родились в итальянском городе Ареццо, где их родители Мэттью Спраус и Мелани Райт преподавали английский язык в Тоскане. Коул был назван в честь американского джазового певца и пианиста Ната Кинга Коула. Спустя 4 месяца после рождения Коула, его семья переехала в Калифорнию, на Лонг-Бич. В июне 2010 года Коул окончил школу Laurel Springs School. Рост Коула — 1,82 м.
В настоящее время проживает в Лос-Анджелесе.

## Карьера
Братья Спраус рано начали карьеру в кино и на телевидении, если точнее, в 8 месяцев, благодаря бабушке, Джонин Бут Райт, актрисе и учителю драмы. Причём братья всегда играли либо вместе, либо даже одну и ту же роль на двоих.
Среди ролей, которые на раннем этапе карьеры Коул Спраус делил со своим братом: роль Патрика Келли в телесериале «Грейс в огне» (1993—1998), роль Джулиана в фильме 1999 года «Большой папа» и маленького Фисташио Дисгайзи в комедийном фильме «Мастер перевоплощения». Помимо «Большого папы» с Адамом Сэндлером, в 1999 году Коул сыграл в фильме «Жена астронавта» с Джонни Деппом и Шарлиз Терон. В 2001 году Коул начал сниматься в эпизодах телесериала «Друзья» в роли сына Росса Геллера, Бена. Это была первая роль, где его не дублировал брат.
В 2005 году он сыграл роль Коди Мартина в телесериала канала Дисней «Всё тип-топ, или Жизнь Зака и Коди», где его брат Дилан сыграл Зака Мартина. Сериал получил значительную известность и ряд продолжений, а Зак и Коди появлялись камео в ряде других телевизионных проектов (таких, как «Волшебники из Вэйверли Плэйс» и «Ханна Монтана»).
Однако в 2011 году они заявили о перерыве в актёрской карьере и поступлении в университет Нью-Йорка, где Коул сосредоточился на археологии и других гуманитарных дисциплинах. По окончании университета (в 2015 году) оба брата вернулись к карьере в кино, однако теперь каждый по отдельности.
В 2017 году Коул был гостем на шоу Джимми Фэллона «The Tonight Show».
В марте 2019 года в США состоялась премьера фильма «В метре друг от друга», в котором главные роли исполнили Коул Спраус и Хейли Лу Ричардсон. В России права на показ картины приобрела кинокомпания Вольга.

### «Ривердейл»
Сериал «Ривердейл», запущенный в 2017 году, базируется на комиксах об Арчи, выходивших в независимом издательстве «Archie Comics» с 1941 года. После долгой всеамериканской известности и последующего периода забвения, популярность комиксов об Арчи снова пошла в гору в 2010-х годах. Коммерческий успех было решено закрепить созданием сериала, где роль главного героя, американца шотландского происхождения Арчи Эндрюса, досталась самоанцу Кей Джею Апе, а роль его лучшего друга, задумчивого, замкнутого и странноватого Джагхеда Джонса — Коулу Спраусу, который до этого играл в основном популярных, гламурных подростков.
В интервью, посвящённом Джагхеду, Коул говорил, что с детства знаком с комиксами об Арчи, хотя и признавал, что они не были его любимым чтением. Его Джагхед, в отличие от фигурирующего в комиксах, в меньшей степени увлечён едой. Тем не менее, по словам Коула, он старается в каждой серии жевать что-нибудь небольшое, чтобы напомнить об этом хобби своего героя.
Интереснее всего оказалась ситуация с головным убором Джагхеда Джонса. Комиксы об Арчи начали создаваться ещё в начале 1940-х годов, и Джагхед носил в них фетровую шляпу с обрезанными зигзагом и поднятыми вверх полями, так называемый «Whoopee cap», популярный в довоенные годы. За годы издания комикса этот головной убор полностью вышел из употребления и стал ассоциироваться только с Джагхедом. В сериале Джагхед носит современную шерстяную шапку, однако её поля обрезаны и загнуты таким же образом, как это было с самого начала. Коул Спраус говорит по этому поводу «Шапка (Коул называет её „beanie crown“ — шапка-корона) казалась более современной и более подходящей для сериала. Они все ещё связаны. Это всё ещё странно. Это совсем другая шапка, но суть остаётся прежней».
Подбор актёров оказался удачным — сериал получил в целом положительные отзывы, а оба исполнителя главных ролей были награждены премиями. Коул Спраус получил за роль Джагхеда Джонса премию «Teen Choice Awards» за 2017 год сразу в двух номинациях — «Лучший актёр драматического сериала» и «Лучшая экранная пара» (совместно с Лили Рейнхарт).

## Личная жизнь
С 2017 по 2020 год Спраус встречался с актрисой Лили Рейнхарт.
У Коула два аккаунта в сети инстаграм, помимо основного есть и второй, где он выкладывал фотографии случайных прохожих, сфотографированных в момент, когда они фотографируют его. В интервью «Elle» он пояснил, что таким образом он справлялся с беспокойством, вызванным назойливым поведением своих фанатов. Когда беспокойство по этому поводу прошло, он прекратил обновлять второй аккаунт.
Спраус увлекается фотосъёмкой. У него были съёмки для модных журналов, таких как Teen Vogue, L’Uomo Vogue и The Sunday Times Style, не только в качестве модели, но и в качестве фотографа. Он является поклонником комиксов и одно время даже работал в знаменитом комикс-магазине «Meltdown» в Лос-Анджелесе.

## Фильмография
| Год         | Название                                | Оригинальное название                             | Роль                        | Примечания                                              |
| ----------- | --------------------------------------- | ------------------------------------------------- | --------------------------- | ------------------------------------------------------- |
| 1993-1998   | Грейс в огне                            | Grace Under Fire                                  | Патрик Келли                | 72 эпизода                                              |
| 1998        | Безумное телевидение                    | Mad TV                                            | мальчик                     | 3.22, 4.1                                               |
| 1999        | Большой папа                            | Big Daddy                                         | Джулиан Макгрет             |                                                         |
| 1999        | Жена астронавта                         | The Astronaut’s Wife                              | близнец                     |                                                         |
| 2000-2002   | Друзья                                  | Friends                                           | Бен Геллер                  | 7 эпизодов                                              |
| 2001        | Анатомия порока                         | Diary of a Sex Addict                             | Сэмми-младший               |                                                         |
| 2001        | Я видел, как мама целовала Санта Клауса | I Saw Mommy Kissing Santa Claus                   | Джастин Карвер              |                                                         |
| 2001        | Комната кошмаров                        | The Nightmare Room                                | Бадди                       | эпизод: «Scareful What You Wish For»                    |
| 2001        | Шоу 70-х                                | That '70s Show                                    | Билли                       | эпизод: «Eric’s Depression»                             |
| 2002        | Мастер перевоплощения                   | The Master of Disguise                            | маленький Фисташио Дисгайзи |                                                         |
| 2002        | Восемь безумных ночей                   | Eight Crazy Nights                                | игрушка военного            | озвучка                                                 |
| 2003        |                                         | Apple Jack                                        | Джек Пайн                   | короткометражный фильм                                  |
| 2003        | Удар, ещё удар                          | Just for Kicks                                    | Коул Мартин                 |                                                         |
| 2004        | Цыпочки                                 | The Heart Is Deceitful Above All Things           | 10-летний Иеремия           |                                                         |
| 2005-2008   | Всё тип-топ, или Жизнь Зака и Коди      | The Suite Life of Zack & Cody                     | Коди Мартин                 | 87 эпизодов                                             |
| 2006        | Новая школа императора                  | The Emperor’s New School                          | Зим                         | озвучка; эпизод: «Oops, All Doodles/Chipmunky Business» |
| 2006        | Такая Рэйвен                            | That’s So Raven                                   | Коди Мартин                 | эпизод: «Checkin' Out»                                  |
| 2006        | Самое необычное Рождество Рыжика        | Holidaze: The Christmas That Almost Didn’t Happen | мальчик                     |                                                         |
| 2007        | Принц и нищий: Современная история      | A Modern Twain Story: The Prince and the Pauper   | Эдди Тюдор                  |                                                         |
| 2008-2012   | Всё тип-топ, или Жизнь на борту         | The Suite Life on Deck                            | Коди Мартин                 | 71 эпизод                                               |
| 2009        | Короли Эпплтауна                        | The Kings of Appletown                            | Клейтон                     |                                                         |
| 2009        | Волшебники из Вэйверли Плэйс            | Wizards of Waverly Place                          | Коди Мартин                 | эпизод: «Cast-Away (To Another Show)»                   |
| 2009        | Ханна Монтана                           | Hannah Montana                                    | Коди Мартин                 | эпизод: «Super(stitious) Girl»                          |
| 2009        | Волшебники на борту с Ханной Монтаной   | Wizards on Deck with Hannah Montana               | Коди Мартин                 |                                                         |
| 2010        | Я в рок-группе                          | I’m in the Band                                   | Коди Мартин                 | эпизод: «Weasels on Deck»                               |
| 2010        | Кунг-фу Магу                            | Kung Fu Magoo                                     | Брэд Лэндри                 | озвучка                                                 |
| 2011        | Зак и Коди: Всё тип-топ                 | The Suite Life Movie                              | Коди Мартин                 |                                                         |
| 2017 — 2023 | Ривердейл                               | Riverdale                                         | Джагхед Джонс               |                                                         |
| 2019        | В метре друг от друга                   | Five Feet Apart                                   | Уилл                        |                                                         |
| 2022        | Лунный выстрел                          | Moonshot                                          | Уолт                        |                                                         |
| 2025        | Соперники Амзиа Кинга                   | The Rivals of Amziah King                         |                             |                                                         |

## Награды и номинации
| Награды и номинации              | Награды и номинации | Награды и номинации                                                          | Награды и номинации                | Награды и номинации | Награды и номинации |
| Награда                          | Год                 | Категория                                                                    | Номинант                           | Результат           | Прим.               |
| -------------------------------- | ------------------- | ---------------------------------------------------------------------------- | ---------------------------------- | ------------------- | ------------------- |
| YoungStar Awards                 | 1999                | Лучший молодой актёр в комедийном фильме                                     | Большой папа                       | Номинация           | [ 24 ]              |
| MTV Movie & TV Awards            | 2000                | Лучший экранный дуэт                                                         | Большой папа                       | Номинация           | [ 25 ]              |
| Blockbuster Entertainment Awards | 2000                | Лучший актёр второго плана — комедия                                         | Большой папа                       | Номинация           | [ 26 ]              |
| Молодой актёр                    | 2000                | Лучшая прорыв в полнометражном фильме — актёр в возрасте десяти лет и меньше | Большой папа                       | Номинация           | [ 27 ]              |
| Молодой актёр                    | 2006                | Лучший молодой актёр телесериала — комедия или драма                         | Всё тип-топ, или Жизнь Зака и Коди | Номинация           | [ 28 ]              |
| Kids' Choice Awards              | 2007                | Лучший телевизионный актёр                                                   | Всё тип-топ, или Жизнь Зака и Коди | Номинация           | [ 29 ]              |
| Молодой актёр                    | 2007                | Лучший телевизионный прорыв комедия или драма                                | Всё тип-топ, или Жизнь Зака и Коди | Номинация           | [ 30 ]              |
| Kids' Choice Awards              | 2008                | Лучший телевизионный актёр                                                   | Всё тип-топ, или Жизнь Зака и Коди | Номинация           | [ 31 ]              |
| Kids' Choice Awards              | 2009                | Лучший телевизионный актёр                                                   | Всё тип-топ, или Жизнь Зака и Коди | Номинация           | [ 32 ]              |
| Kids' Choice Awards              | 2010                | Лучший телевизионный актёр                                                   | Всё тип-топ, или Жизнь Зака и Коди | Номинация           | [ 33 ]              |
| Kids' Choice Awards              | 2011                | Лучший телевизионный актёр                                                   | Всё тип-топ, или Жизнь Зака и Коди | Номинация           | [ 34 ]              |
| Shorty Awards                    | 2017                | Лучший актёр                                                                 | —                                  | Номинация           | [ 35 ]              |
| Teen Choice Awards               | 2017                | Лучший актёр драматического сериала                                          | Ривердейл                          | Победа              | [ 36 ]              |
| Teen Choice Awards               | 2017                | Лучшая экранная пара (совместно с Лили Рейнхарт)                             | Ривердейл                          | Победа              | [ 36 ]              |
| Сатурн                           | 2018                | Лучший молодой актёр или актриса в телесериале                               | Ривердейл                          | Номинация           | [ 37 ]              |
| Teen Choice Awards               | 2018                | Лучший актёр драматического сериала                                          | Ривердейл                          | Победа              |                     |
| Teen Choice Awards               | 2018                | Лучший поцелуй (совместно с Лили Рейнхарт)                                   | Ривердейл                          | Победа              |                     |
| Teen Choice Awards               | 2018                | Самый горячий парень                                                         | —                                  | Победа              |                     |
| Teen Choice Awards               | 2018                | Лучшая экранная пара (совместно с Лили Рейнхарт)                             | Ривердейл                          | Победа              | [ 38 ]              |
| Сатурн                           | 2019                | Лучший молодой актёр или актриса в телесериале                               | Ривердейл                          | Победа              | [ 39 ]              |
| Teen Choice Awards               | 2019                | Лучший актёр драматического фильма                                           | В метре друг от друга              | Номинация           | [ 40 ]              |
| Teen Choice Awards               | 2019                | Лучший актёр драматического сериала                                          | Ривердейл                          | Победа              | [ 40 ]              |
| Teen Choice Awards               | 2019                | Лучшая экранная пара (совместно с Лили Рейнхарт)                             | Ривердейл                          | Победа              | [ 40 ]              |